# Mancomunidad Filipina
La Mancomunidad Filipina o Commonwealth de Filipinas, fue la designación de Filipinas desde 1935 a 1946, cuando el país formó una mancomunidad con los Estados Unidos. Antes de 1935, las Filipinas fueron un área insular no mancomunada y anteriormente un territorio estadounidense.
La creación de la Mancomunidad o Estado Libre Asociado, fue según la Ley de Independencia Filipina, popularmente conocida como la Ley Tydings-McDuffie (Tydings-McDuffie Act), una regulación provisional durante un período de 10 años, transcurrido el cual le sería concedida la plena independencia y soberanía.
Supuso el fin de la era colonial y un cambio en la denominación del país, pasando del término tradicional “las islas Filipinas” del período colonial, al singular “Filipinas” que es un símbolo de unidad, soberanía e identidad nacional.